# Лишневский, Александр Анатольевич
Алекса́ндр Анато́льевич Лишне́вский (род. 18 октября 1958, г. Мариуполь), — российский художник, работающий в области современного искусства (Contemporary art). Комиссар, организатор Южно-российской биеннале современного искусства, член «Творческого союза художников России» (ТСХР) «Новейшие течения» с 2008 г.

## Биография
Александр Анатольевич Лишневский родился 18 октября 1958 в городе Жданов (Мариуполь).
С 1976 по 1978 проходил службу в ВВС СССР. В армии Александр Анатольевич был авиамехаником и по совместительству художником-оформителем, занимался наглядной агитацией, делал плакаты.
В 1978 году Лишневский был зачислен на подготовительный курс в Киевскую Национальную академию изобразительного искусства и архитектуры, но поступать решил в Ростовское художественное училище имени М. Б. Грекова, которое было в 1979 г. неформальной школой современного искусства для студентов театрального отделения. Создателем этой школы был Юрий Валентинович Щебланов (сын Валентина Федоровича Щебланова).
В 1983 году Лишневский поступил в Московскую художественно-промышленную академию имени С. Г. Строганова. Годы учебы в Строгановке совпали с бурными переменами в московской культурной жизни, когда пал «железный занавес». Появилась возможность зарабатывать на Арбате.
По окончании учёбы перед Александром Анатольевичем встал выбор: оставаться и работать в Москве или уехать в Ростов-на-Дону. Выбор был сделан в пользу работы преподавателем в Ростовском художественном училище.
В 1992 г. участвовал в проекте «Luxuries from Russia» (А. Лишневский, В. Морозов, А. Чернов), проходившем в Нидерландах. По окончании проекта картины художников были украдены. В 90-е художник остался без работ и денег. Судебные тяжбы не помогли.
В 2005 открылся частный музей, где провел свой первый кураторский проект «Человек не умеет быть голым», в Музее современного искусства на Дмитровской, Ростов-на-Дону.

### Комиссар Южно-российской биеннале современного искусства
В 2010 г. стал инициатором и комиссаром Южно-российской биеннале современного искусства, в надежде создать в Ростове-на-Дону новую институцию и центр современного искусства для модернизации культурной жизни города и в целом Южного федерального округа. Был создан оргкомитет активистов, в него вошли: Светлана Крузе, Елена Левина, Вячеслав Давыденко, Алексей Черноокий, Татьяна Неклюдова, Игорь Введенский.
Министерство Культуры Ростовской области выделило деньги на каталог для проекта. Все остальные деньги в бюджет биеннале (в том числе на ремонт цеха табачной фабрики, площадью 3000 кв. метров) Лишневский по его словам собирал самостоятельно у предпринимателей Ростова-на-Дону.
Лишневский получил премию «Человек года», номинация «Общество» журнала «Собака.ru». Биеннале была выдвинута на государственную премию в области современного искусства «Инновация»
В том же 2010 году Лишневским была начата подготовка к следующему проекту биеннале (2012 г.) с участием южно-российских и украинских художников. Александром Анатольевичем были проведены переговоры с директором выставочного центра «Арсенал» в Киеве, и заключен договор о сотрудничестве. С Иваном Саввиди была заключена договорённость об аренде помещений в его табачной фабрике. Была подана заявка в Министерство культуры на финансирование проекта. Однако, проект не был включен в план мероприятий на 2012 г. без объяснения причин.

### Научная деятельность
С 2001 года преподаёт в Академии архитектуры и искусств (ЮФУ) с 2001 года. Доцент кафедры дизайна

## Творческая концепция
«Метаформизм» — так я назвал направление, к которому относятся предметы моего искусства. «Мета» по-гречески — «после». Переход формы в двухмерное состояние сопровождается образованием складок, как на сплющенной консервной банке. В них освобождение от формы, начало перехода в иномерное.
— Александр Лишневский

## Основные проекты и выставки
- 1982 г. — зональная выставка «Театральные художники Юга России», Ростов-на-Дону.

- 1988 г. — «Молодежная выставка», Москва.

- 1989 г. — «Молодежная выставка», Ростов-на-Дону.

- 1991 г. — проект «Luxuries», Ростов-на-Дону. Тюз «Мини-фест».

- 1992 г. — проект «Luxuries from Russia», Амстердам. Галерее «Singel-37». Группа художников «Предметы роскоши»: Александр Лишневский, Александр Чернов, Вадим Морозов.

- 1993 г. — проект «Luxuries», «Молчание ягнят», Ростов-на-Дону.

- 1995 г. — персональная выставка «Сад Мидаса», Ростов-на-Дону.

- 1996 г. — персональная выставка «Сад О. Р.», Ростов-на-Дону.

- С 1996 г. — участник выставок группы «Зелёный остров», Ростов-на-Дону.

- 1997 г. — персональная выставка «33 предмета искусства», Мариуполь.

- 1997 г. — персональная выставка «Метаформизм», Мариуполь. Перфоманс-мистерия «Пушкина убили».

- С 2002 г. — участник выставок группы «Синтел-Радуница», Ростов-на-Дону.

- 2002 г. — персональная выставка «Предметы искусства», Ростовский областной музей изобразительного искусства, Ростов-на-Дону.

- 2004 г. — персональная выставка «Коллаж», Belle-этаж галерея, Ростов-на-Дону. Перфоманс «Башня».

- 2005 г. — куратор и участник проекта «Человек не умеет быть голым», Музей современного искусства на Дмитровской, Ростов-на-Дону. Перфоманс «Жмёт» с участием Т. Бердник.

- 2007 г. — проект «Страсти по Юлиану и Григорию», Музей современного искусства на Дмитровской, Ростов-на-Дону.

- 2007 г. — проект «Новый Ангеларий», ММСИ на Ермолаевской, Москва.

- 2008 г. — куратор и участник проекта «Точки\Dots», Музей современного искусства на Дмитровской, Ростов-на-Дону.

- 2008 г. — куратор и участник проекта «Бук-art», Музей современного искусства на Дмитровской, Ростов-на-Дону.

- 2008 г. — проект «РАО — yes, PAO — no, или Уходя, гаси!», галерея на Солянке, Москва.

- 2008 г. — участник Московской биеннале современного искусства, Проект кураторов Колесникова и Денисова «Спальный район», «Андерграунд», Москва.

- 2008 г. — проект «Гоп-art», галерея «Буревестник», Ростов-на-Дону.

- 2008 г. — проект «Смерть в искусстве», галерея «М», Ростов-на-Дону.

- 2008 г. — персональная выставка «Предметы искусства Александра Лишневского», Музей современного искусства на Дмитровской, Ростов-на-Дону.

- 2008 г. — 4-я международная Московская выставка-ярмарка «Книга художника», ЦДХ, спецпроект «ЖДУ», Москва.

- 2009 г. — номинант IV-го Ежегодного Всероссийского конкурса в области современного искусства «Инновация» в номинации «Региональный проект современного искусства», Москва.

- 2010 г. — комиссар, куратор и участник Южно-российской биеннале современного искусства.

- 2010 г. — проект «Концептуализм здесь и там», Музей современного искусства на Дмитровской, Ростов-на-Дону.

- 2015 г. — персональная выставка «Началоконец», Музей современного искусства на Дмитровской, Ростов-на-Дону.[6]

- 2015 г. — куратор и участник проекта современного искусства «Черный свет» в трех частях, Музей современного искусства на Дмитровской, Ростов-на-Дону.[7]

- 2017 г. — персональная выставка «Предметы искусства Александра Лишневского», Музей современного искусства на Дмитровской, Ростов-на-Дону.[8]

- 2017 г. — куратор и участник проекта «Красный уголок», Музей современного искусства на Дмитровской, Ростов-на-Дону.[9]

- 2021 г. — куратор и участник международного проекта «Бук-art», Музей современного искусства на Дмитровской, Ростов-на-Дону.[10]

## Критика
Несмотря на включённость Лишневского в современную художественную жизнь, стоит отметить определённую личностную отстранённость и дистанцированность художника от привычных стереотипов и клише. Автор, виртуозно владеющий линией, цветом и фактурой избранных материалов, зачастую, сознательно нарушает привычные связи. Его произведения, словно фрагменты другой сверх-реальности, в которой предметы обретают иную визуальную функцию, поражают внутренней свободой и раскованностью. Я прихожу к выводу, что противоречивая личность Лишневского ставит в тупик и, вместе с тем, неодолимо привлекает к себе неангажированностью и лёгкостью в оперировании традиционными понятиями. В очередной раз меня восхищает умение найти в классической традиции и символико-знаковых образах прошлого основной принцип для собственного самовыражения, а так же разнообразие практик, в которых работает художник (от традиционных живописи и графики до ассамбляжа, инсталляции и видео-арта).— Светлана Крузе, искусстоввед, директор РОМИИ, почетный член РАХ

## Коллекции
- Музей Стеделийк (Stedelijk Museum Alkmaar), Нидерланды.
- Музей современного изобразительного искусства на Дмитровской.
- Частная коллекция, Амстердам.
- Частная коллекция, Штутгарт.
- Частная коллекция, Алкмар.
- Частная коллекция Вячеслава Давыденко, Москва.
- Частная коллекция Светланы Песецкой, Таганрог.
- Ростовский областной музей изобразительных искусств.

## Награды и достижения
- Золотая медаль ТСХР за вклад в отечественную культуру.

- Человек года, номинация «Общество», журнал "Собака.ru".[16]

- Шорт-лист государственной премии в области современного искусства «Инновация».[3]

## Публикации
- 1993 — «Молчание ягнят», фильм Л. Рублевской, Дон-ТР.
- 1992−1993 — публикации в голландской прессе.
- 1996 — показ видеофильма «Лук эроса» на телевидении Нидерландов.
- 2002 — книга «Предметы искусства Александра Лишневского», министерство культуры РФ, автор Татьяна Неклюдова (кандидат искусствоведения).
- 2004 — журнал «Ваш капитал Юг», статья «Искусство жить искусством», автор Марина Корвякова.[17]
- 2006 — журнал «Искусство», «Человек не умеет быть голым», Светлана Крузе (искусствовед, директор РОМИИ, почетный член РАХ).[18]
- 2006 — журнал «НоМИ», «От старого фаллоса к новому логосу», Ирина Дудина.[19]
- 2007 — журнал «Кто Главный».[20]
- 2008 — журнал «Художественный Совет» («Artcouncil»), «До и после точки», Светлана Крузе (директор РОМИИ, почетный член РАХ).[21]
- 2008 — газета «Ростов официальный», статья «Сны техногенного мозга», Валерий Посиделов.[22]
- 2008 — книга «Александр Лишневский. Концентрация воодушевления. Визуальное искусство». Авторы: Игорь Введенский, Светлана Крузе (директор РОМИИ, почетный член РАХ).
- 2008 — книга «Точки/Dots», авторы: Светлана Крузе (искусствовед, директор РОМИИ, почетный член РАХ), Александр Лишневский.
- 2008 — журнал «Дорогое удовольствие», «Точки», автор Елена Матвеева.[23]
- 2010 — журнал «Собака.ru», статья «Александр Лишневский», автор Вадим Чернов.[24]
- 2010 — журнал «Собака.ru», статья «Александр Лишневский», автор Екатерина Врублевская.[25]
- 2010 — книга «Первая Южно-Российская биеннале современного искусства», Министерство культуры Ростовской области, Ростовский областной музей изобразительных искусств.
- 2010 — журнал «Эксперт», статья «Актуальный первенец», автор Вера Котелевская.[26]
- 2011 — журнал «Hi Home», статья «Александр Лишневский», автор Александр Голубенко.[27]
- 2015 — газета «Вечерний Ростов», автор С. Простаков.
- 2015 — газета «Город N», выставка «Черный свет».
- 2016 — лекции Вадима Мурина о художнике Александре Лишневском.
- 2021 — журнал «Кто Главный», Выставка «Книга Художника».

## Видео
- РЕН ТВ, выставка «НачалоКонец», 2015 Видео на YouTube
- Вадим Мурин, Лекция о художнике Александре Лишневском, 2016 Видео на YouTube
- «Южно-российская биеннале». Комиссар Лишневский А. А., 2010 Видео на YouTube
- Первый Адекватный, Александр Лишневский, 2012 Видео на YouTube
- Первый Ростовский телеканал, выставка «Бук-арт», 2021 Видео на YouTube